# 塙安弘
塙 安弘（ばん やすひろ、生年不詳 - 天正4年5月3日（1576年5月30日））は、安土桃山時代の武将。織田氏の家臣。通称は喜三郎。塙直政の伯父と思われる。
はじめ織田信長の馬廻だったとされ、塙直政が南山城と大和国の守護になるとこれを補佐した。『甫庵信長記』によると、元亀元年（1570年）の小谷城攻めでの退却時において、太田牛一らとともに殿を務めたという。
天正4年（1576年）5月、本願寺との戦い（天王寺の戦い）で直政とともに討ち死にした。

## 参考資料
- 「信長の親衛隊 戦国覇者の多彩な人材」谷口克広